# Florisvaldo
Florisvaldo, właśc. Florisvaldo Muniz Barreto (ur. 19 maja 1943 w Rio de Janeiro) – piłkarz brazylijski, występujący na pozycji bramkarza.

## Kariera klubowa
W czasie kariery piłkarskiej Florisvaldo grał w Botafogo FR.

## Kariera reprezentacyjna
W 1964 roku Florisvaldo uczestniczył w Igrzyskach Olimpijskich w Tokio. Na turnieju Florisvaldo był rezerwowym i nie wystąpił w żadnym meczu grupowym reprezentacji Brazylii.

## Kariera trenerska
Po zakończeniu piłkarskiej kariery Florisvaldo został trenerem. W latach 1983–1984 prowadził EC Bahia. Z Bahią zdobył mistrzostwo stanu Bahia – Campeonato Baiano w 1983 roku. W następnym roku prowadził Bahię w I lidze, odpadając w drugim etapie. Ostatecznie zajął z Bahią 26. miejsce (na 41) w lidze.